# Telmatoscopus dendrophilus
Telmatoscopus dendrophilus és una espècie d'insecte dípter pertanyent a la família dels psicòdids que es troba a Nord-amèrica: Tennessee (els Estats Units).